# سفارة السويد في كوريا الشمالية
سفارة السويد في كوريا الشمالية هي أرفع تمثيل دبلوماسي لدولة السويد لدى كوريا الشمالية. تقع السفارة في وهي تهدف لتعزيز المصالح السويدية في كوريا الشمالية.

## وصلات خارجية
- قائمة سفارات السويد
- قائمة السفارات في كوريا الشمالية